# Mare de Déu del Clot d'Oruro
La Mare de Déu del Clot (Virgen del Socavón o Virgen Candelaria) és una escultura de 45,4 metres dels quals els 8,6 metres de la base són una capella per capacitat per a 80 persones. Fou inaugurada l'1 de febrer del 2013 a Oruro, Bolívia. Està situada a 3.845 metres sobre el nivell del mar, en el turó Santa Bàrbara.

## Descripció
L'escultura té 1.500 tones d'estructura metàl·lica, formigó i ciment. La corona de la Mare de Déu es va fer de plaques d'alumini i té una estructura interior de ferro reticulat per a major resistència a la corrosió, pesa 500 quilos, té 4,8 metres d'altura i un diàmetre de 4 metres i du incrustracions de cristall fabricades en resina, per obtenir una rèplica adequada a les de la imatge que es troba en el Santuari. A la part superior té un parallamps i il·luminació de seguretat, per ser albirada des dels avions o helicòpters. L'escultura pesa 1.500 tones i compta amb vuit pisos interns. Per a la seva construcció es van invertir 1,3 milions de dòlars.
A l'àrea del mantell de la Verge hi ha 140 estels que alhora són finestres per on es poden apreciar diverses zones de la ciutat. El disseny escultòric va significar el 47 per cent del total del cost de l'obra, un equivalent a 3,6 milions bolivians del pressupost. Així mateix, es va utilitzar resina polièster amb protecció davant els rajos ultraviolats i fibra de vidre, tant en el cap de la Verge com el Nen Jesús que porta en braços. El cos és de ciment amb una estructura metàl·lica interior.

## Història
La construcció va estar a càrrec del consorci integrat per Caabol SRL i Navla Ltda., a més de l'empresa escultòrica “Formes 21". El personal empleat en l'obra va ser al voltant de 110 homes i dones, entre obrers, professionals i artistes, van treballar per donar forma a la imponent imatge des de l'any 2009 fins a l'1 de febrer de 2013, data de la inauguració.
Benet XVI va enviar la seva benedicció apostòlica al monument setmanes abans de la seva inauguració oficial, a través d'un missatge enviat pel unci Apostòlic, Giambattista Diquattro, al bisbe de la Diòcesi d'Oruro, Cristóbal Bialasik. Al text el Papa parlava d'"alegria" per la "majestuosa bellesa" d'una "Mare de tots aquells que amb noble i generós compromís busquen el desenvolupament civil, humà i espiritual d'aquesta ciutat i de Bolívia". En la inauguració, celebrada l'1 de febrer del 2013, hi va participar Evo Morales.